# Idéale du Chêne
Idéale du Chêne född 14 september 2018, är en fransk varmblodig travhäst som tränas av Julien Le Mer och körs och rids av Paul-Philippe Ploquin.
Hon började tävla i oktober 2020 och inledde med att galopper för att sedan ta sin första seger i tredje starten. Hon har hittills sprungit in 1 miljon euro på 45 starter, varav 8 segrar och 11 andraplatser samt 8 tredjeplatser. Den hittills största segern är tagen i Prix des Centaures (2024).
Hon har även segrat i Prix Holly du Locton (2021), Prix de Vincennes (2021), Prix de Pardieu (2022), Prix Jag de Bellouet (2022) och Prix Joseph Lafosse (2023). Samt på andraplats i Prix Hémine (2021), Prix Louis Tillaye (2021), Prix Raoul Ballière (2021), Prix Henri Ballière (2022), Prix Olry-Roederer (2022), Prix Cenéri Forcinal (2022), Prix Philippe du Rozier (2022), Prix Camille Blaisot (2023), Prix Paul Bastard (2023), Prix Bilibili (2023), Prix de l'Île-de-France (2024) och på tredjeplats i Prix Gélinotte (2021), Prix de Berlin (2021), Prix Louis Le Bourg (2022), Prix Réne Palyart (2022), Prix Émile Riotteau (2022), Prix des Élites (2022), Prix de Normandie (2023) och Prix de Cornulier (2024).

## Statistik
| Statistik för Idéale du Chêne (Ref.) | Statistik för Idéale du Chêne (Ref.) | Statistik för Idéale du Chêne (Ref.) | Statistik för Idéale du Chêne (Ref.) | Statistik för Idéale du Chêne (Ref.) | Statistik för Idéale du Chêne (Ref.) |
| ------------------------------------ | ------------------------------------ | ------------------------------------ | ------------------------------------ | ------------------------------------ | ------------------------------------ |
| Starter                              | Placeringar                          | Startprissumma                       | Segerprocent                         | Platsprocent                         | Rekord                               |
| 45                                   | 8-11-8                               | 1 082 050 euro                       | 18 %                                 | 60 %                                 | 1.10,6ak,                            |

### Större segrar
| År   | Lopp                 | Kusk                  | Vinstbelopp | Grupp   |
| ---- | -------------------- | --------------------- | ----------- | ------- |
| 2021 | Prix de Vincennes    | Paul-Philippe Ploquin | 108 000 EUR | Grupp 1 |
| 2022 | Prix de Pardieu      | Paul-Philippe Ploquin | 54 000 EUR  | Grupp 2 |
| 2022 | Prix Jag de Bellouet | Paul-Philippe Ploquin | 90 000 EUR  | Grupp 1 |
| 2023 | Prix Joseph Lafosse  | Paul-Philippe Ploquin | 54 000 EUR  | Grupp 2 |
| 2022 | Prix des Centaures   | Paul-Philippe Ploquin | 108 000 EUR | Grupp 1 |